# Tanzański Związek Piłki Nożnej
Tanzański Związek Piłki Nożnej (sw. Shirikisho la Mpira wa Miguu Tanzania,
ang. Tanzania Football Federation)  - ogólnokrajowy związek sportowy, działający na terenie Tanzanii. Dzieli się na 21 regionalnych związków: 
- Arusha Region Football Association z regionu Arusza
- Coast Region Football Association z regionów Pemba Północna, Pemba Południowa

i Pwani
- Dar es Salaam Regional Football Association z regionu Dar es Salaam
- Dodoma Region Football Association z regionu Dodoma
- Iringa Region Football Association z regionu Iringa
- Kagera Region Football Association z regionu Kagera
- Kigoma Region Football Association z regionu Kigoma
- Kilimanjaro Region Football Association z regionu Kilimandżaro
- Lindi Region Football Association z regionu Lindi
- Manyara Region Football Association z regionu Manyara
- Mara Region Football Association z regionu Mara
- Mbeya Region Football Association z regionu Mbeya
- Morogoro Region Football Association z regionu Morogoro
- Mtwara Region Football Association z regionu Mtwara
- Mwanza Region Football Association z regionu Mwanza
- Rukwa Region Football Association z regionu Rukwa
- Ruvuma Region Football Association z regionu Ruvumo
- Shinyanga Region Football Association z regionu Shinyanga
- Singida Region Football Association z regionu Singida
- Tabora Region Football Association z regionu Tabora
- Tanga Region Football Association z regionu Tanga